# August Philipp Conrad Paschen
August Philipp Conrad Paschen, auch Philipp Conrad August Paschen und Konrad Paschen (* 14. Februar 1814 in Schwerin; † 18. November 1882 in Rostock), war ein deutscher Jurist. Von 10. August bis zu ihrer Auflösung am 22. August 1849 war er Mitglied der Mecklenburgischen Abgeordnetenversammlung.

## Biografie
August Philipp Conrad Paschen war eins von acht Kindern des Regierungs-Registrators und späteren Hofrats Carl Friedrich Paschen und dessen Frau, Sophie Christiane Paschen, geborene Hommel. Der Jurist und Geodät Friedrich Paschen war sein ältester Bruder. Ein weiterer Bruder, (Heinrich Friedrich) Wilhelm Paschen (* 5. Juli 1806 in Schwerin; † 29. Januar 1879 in Bützow), wurde Bürgermeister zunächst in Brüel, dann in Bützow.
Er besuchte das Gymnasium Fridericianum Schwerin und studierte Rechtswissenschaften. In Rostock schloss er sich (angeblich 1828) dem Corps Vandalia Rostock an.
Nach bestandenem juristischen Examen praktizierte er als Advokat in Waren (Müritz) und wurde hier rechtskundiger Ratsherr (Senator).
Bei einer Nachwahl im Wahlkreis Mecklenburg-Schwerin 81: Basedow zur Mecklenburgischen Abgeordnetenversammlung wurde er am 10. August 1849 zum Abgeordneten gewählt. Hier schloss er sich der Fraktion rechtes Centrum an.
Am 16. Juli 1851 wurde er auf Grund ständischer Präsentation zum Justizrat und Kanzlei-Advokaten an der Justizkanzlei Schwerin ernannt. 1856 erfolgte seine Versetzung an die Justizkanzlei in Güstrow. Am 23. Juli 1864 wurde er unter Beförderung zum Vize-Kanzleidirektor an die Justizkanzlei Rostock versetzt. Er war Mitglied der Juristischen Prüfungskommission. Mit der Einführung der Reichsjustizgesetze wurde er in den Ruhestand versetzt. Im Ruhestand war er Notar und als Rechtsanwalt am Oberlandesgericht Rostock zugelassen.
Er war seit dem 3. Oktober 1853 verheiratet mit Dora, geb. Knaudt (* 1829), einer Tochter des Schweriner Regierungsrats (Johann) Friedrich Knaudt (1792–1868).